# برو إفولوشن سوكر 2016

قوائم اللعبة مدعومة باللغة العربية

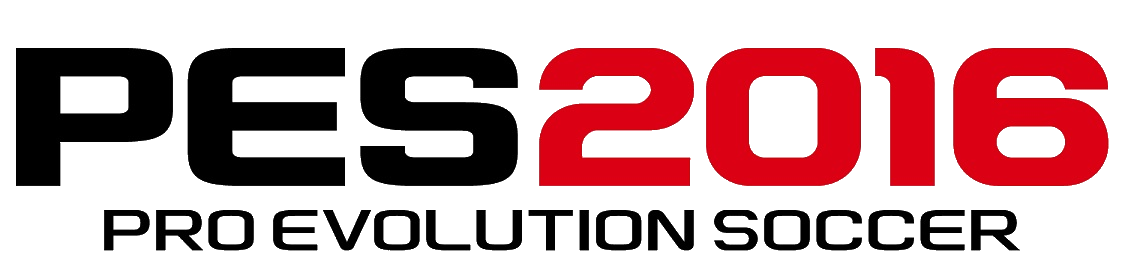
شعار برو إيفولوشن سوكر 2016 باختصاراتها "بيس 2016".

برو إفولوشن سوكر 2016 (بالإنجليزية: Pro Evolution Soccer 2016)‏ هي لعبة فيديو محاكاة لكرة القدم طورت من قبل كونامي ونشرت بواسطة كونامي وصدرت في سبتمبر 2015 على مايكروسوفت ويندوز، بلاي ستيشن 4، بلاي ستيشن 3، إكس بوكس ون، إكس بوكس 360. تحتوي على عدة لغات منها العربية.

## ماستر ليڨ
هي ميزة اضافتها اللعبة برو إفولوشن سوكر من قبل مطورها كونامي حيث يمكن لهذه الميزة ان تاخذك إلى العالم الافتراضي في مجال تدريب نادي أو المنتخب كرة القدم ويمكن لك ان تشتري أو تبيع لاعب وتحصل على النقود ووضع خطة اللعب وتطور نادي لتجعله قوة ضاربة وهذا يعود استنادا لتقييم الإجمالي للاعبين خاصتك ويقاس على 109.
وإحتوت هذه نسخة على إضافات جديدة منها تجديد عقود الاعبين حتى قبل انتهاء عقودهم ويمكنك أيضا في النسخة ان تنتقل بين الأندية وتدريب المنتخبات.
كما ولقت هذه الميزة استحسانا بين محبي هذه اللعبة وعشاق كرة القدم.

## المسابقات

### الدوريات الوطنية

#### الدوري البرازيلي لكرة القدم
- نادي اتلتيك بارانيس